# Comuna Lozuvatka, Mala Vîska
Lozuvatka (în ucraineană Лозуватка) este o comună în raionul Mala Vîska, regiunea Kirovohrad, Ucraina, formată din satele Dîmîne și Lozuvatka (reședința).

## Demografie
Componența lingvistică a comunei Lozuvatka
     Ucraineană (96,52%)
     Rusă (1,78%)
     Română (1,34%)
     Alte limbi (0,27%)
Conform recensământului din 2001, majoritatea populației comunei Lozuvatka era vorbitoare de ucraineană (96,52%), existând în minoritate și vorbitori de rusă (1,78%) și română (1,34%).